# Pieris ochsenheimeri
Pieris ochsenheimeri är en fjärilsart som beskrevs av Otto Staudinger 1886. Pieris ochsenheimeri ingår i släktet Pieris och familjen vitfjärilar.
Artens utbredningsområde är Uzbekistan. Inga underarter finns listade i Catalogue of Life.